# Platensina nigrodiscalis
Platensina nigrodiscalis es una especie de insecto del género Platensina de la familia Tephritidae del orden Diptera.

## Historia
Munro la describió científicamente por primera vez en el año 1947.